# جارد ويد
جارد ويد (بالإنجليزية: Jared Wade)‏ هو كاتب أغاني ومغني أمريكي، ولد في 27 أغسطس 1981 في سافانا في الولايات المتحدة.

## وصلات خارجية
- الموقع الرسمي